# Thomasomys notatus
Thomasomys notatus és una espècie de mamífer rosegador de la família dels cricètids. És endèmic del Perú, on viu a altituds d'entre 1.400 i 3.400 msnm. S'alimenta de plantes monocotiledònies i artròpodes. El seu hàbitat natural són els boscos montans. Algunes poblacions estan amenaçades per la desforestació, la fragmentació del seu medi i l'expansió de l'agricultura.